# محمد مران
محمد مران (عربی: محمد خليل مران؛ زادهٔ ۱۵ فوریهٔ ۲۰۰۱) بازیکن فوتبال اهل عربستان سعودی است که در پست مهاجم برای باشگاه فوتبال النصر عربستان بازی میکند.

## سابقه باشگاهی
محمد مران فوتبالش رو از تیم امجد شروع کرد و در آگوست ۲۰۱۹ به تیم امید النصر عربستان پیوست و در ۱۱ ژانویه ۲۰۲۰ برای بازی در تیم اصلی النصر مقابل الاتحاد انتخاب شد و روی نیمکت نشست و وی اولین بازی حرفه‌ای خود را برای النصر در برابر باشگاه فوتبال ابها در لیگ برتر عربستان انجام داد، و جایگزین پیتی مارتینس شد.
وی در ۲۳ آگوست ۲۰۲۱  با قراردادی یکساله و قرضی به باشگاه فوتبال الطائی پیوست.

## افتخارات

### تیم ملی زیر ۲۳ سال عربستان
- مسابقات فوتبال زیر ۲۳ سال آسیا : ۲۰۲۲
- مسابقات فوتبال زیر ۲۳ سال غرب آسیا : ۲۰۲۲